# Deborah Rennard
Deborah Rennard  (4 november 1959) is een Amerikaanse actrice. Ze is het meest bekend voor haar rol als Sly Lovegren in de soap Dallas. Rennard speelde de rol van 1981 tot 1991 in 168 episodes, ze was de secretaresse van JR en had slechts een bijrol. Tijdens Dallas en erna verscheen ze af en toe ook in andere producties. Haar laatste rol was een gastrol in 2001 in Family Law. 
Ze was gehuwd met schrijver/regisseur/producer Paul Haggis. 